# 我 (古代兵器)

古文中的「我」字，左邊為甲骨文、右為金文

我，是指商朝至戰國時的一種砍殺型冷兵器，於秦朝以後漸漸不再流行。“我”是一種一邊有三排尖齒、頂部尖利的扁平狀兵器，需要再加裝長柄才可以使用。“我”字從戈，是個會意字，有殺戮的意思。如今的「我」表示第一人稱代詞是假借義，久借不還，本義漸失，借義通行。